# ریچل ریوز
ریچل جین ریوز (زاده ۱۳ فوریه ۱۹۷۹)، یک سیاستمدار بریتانیایی است که از ژوئیه ۲۰۲۴ به عنوان رئیس خزانه بریتانیا خدمت می‌کند. او عضو حزب کارگر است و از سال ۲۰۱۰ عضو مجلس عوام بریتانیا (MP) لیدز وست و پودسی، (سابقاً لیدز وست) بوده است. او قبلاً در بین سال‌های ۲۰۱۰ تا ۲۰۱۵ و از سال ۲۰۲۰ تا ۲۰۲۴ در وزارتخانه‌ها و کابینه‌های سایه‌ای مختلف فعالیت داشته است.